# Pagodenschnecke
Die Pagodenschnecke (Pagodulina pagodula) ist eine Schneckenart aus der Familie der Fässchenschnecken (Orculidae), die zur Unterordnung der Landlungenschnecken (Stylommatophora) gerechnet wird.

## Merkmale
Das gedrungene, walzenförmige Gehäuse ist 2,8 bis 3,3 mm hoch und 1,8 bis 2,2 mm breit (Wiese: 4,5 bis 6 × 2,3 bis 2,5 mm). Es besitzt 7 bis 8 gut gewölbte Windungen; die letzte Windung steigt im letzten Viertel zur Mündung hin an. Dadurch erreicht die Oberseite der Mündung fast die Naht der vorletzten Windung. Der Mundsaum ist geschlossen, die Mündungslippe ist nach außen gebogen und sehr fragil. In die Mündung ragen keine Zähne hinein. Sehr tief in der Mündung ist eine Spindelfalte und eine lange lamellenförmige Gaumenfalte ausgebildet. Sie sind von der Mündung aus gesehen nicht sichtbar, sondern erst nachdem ein Stück der Mündungswand heraus gebrochen ist. Der Gaumenfalte entspricht auf der Außenseite eine spiralige Furche. Das Gehäuse ist vergleichsweise dünnwandig und durchscheinend. Es ist schwach gelblich-braun oder hellhornbraun gefärbt. Die Oberfläche ist mit dichtstehenden, kräftigen und regelmäßigen, lamellenähnlichen Rippen versehen, die besonders bei frischen Gehäusen mit dem bloßen Auge seidig glänzend erscheinen.
Im männlichen Teil des Geschlechtsapparates tritt der Samenleiter apikal oder leicht seitlich in den vergleichsweise nur mäßig verdickten Epiphallus ein. Im Längsschnitt ist intern am proximalen Ende des Epiphallus noch ein rudimentäres Flagellum ausgebildet. Der geiselförmige Blindsack (Caecum) am Übergang Epiphallus/Penis ist sehr lang und erreicht fast die Länge des Epiphallus. Der Retraktormuskel setzt nicht ganz mittig noch in proximalen Hälfte des Epiphallus an. Der Penis zeigt intern längliche oder auch quer zur Längsachse verlaufende Faltenstrukturen. Im Lumen des Penis sind sehr kleine, tetragonale Kristalle eingelagert. Der Penis ist länger als der Epiphallus. Im weiblichen Teil sind Vagina und freier Eileiter etwa gleich lang, oder die Vagina etwas kürzer. Der Stiel der Spermathek ist kurz nach der Abzweigung vom Eileiter zu einer bohnenförmigen, seitlich ansetzenden Drüse verdickt. Die Blase ist länglich-eiförmig. Zwischen der Drüse am Stiel der Spermathek und der Blase zweigt ein langes, dünnes Divertikulum ab.

## Geographische Verbreitung und Lebensraum
Die Art kommt sehr zerstreut in Europa vor. Eines der Hauptvorkommen reicht von Südfrankreich bis nach Ostfrankreich (Haute Garonne, Dordogne, Puy de Dome, Moselle, Haut Rhin, Savoie, Elsass). Ein zweites größeres Vorkommen liegt in den Nördlichen Alpen von Berchtesgaden bis zum Wienerwald. Ein drittes größeres Vorkommen zieht sich von den Südostalpen über den Balkan bis nach Griechenland. Daneben gibt es isolierte Vorkommen in Südpolen, der Slowakei, Ukraine, Ungarn und Süditalien (Kalabrien). Es ist möglich, dass dieses große Verbreitungsgebiet z. T. auf Fehlbestimmungen beruht. Beispielsweise gehören die angeblichen Funde dieser Art im Rhodopen zur Unterart Pagodulina subdola brabeneci Hudec & Vasatko, 1971 der Südlichen Pagodenschnecke. Sehr wahrscheinlich kommt Pagodulina pagodula gar nicht in Bulgarien vor.
Die Art lebt sehr verborgen an feuchten, schattigen Standorten in Wäldern, zwischen Felsen und Kalkgeröll in der Laubstreu bzw. zwischen oder in den Felsen wachsenden Pflanzenpolstern auf kalkigem Untergrund.

## Taxonomie und Systematik
Das Taxon wurde 1830 von Charles Desmoulins als Pupa pagodula erstmals beschrieben. Es ist die Typusart der Gattung Pagodulina Clessin, 1876.
Derzeit werden drei Unterarten unterschieden:
- Pagodulina pagodula altilis Klemm 1939,[4] an der Grenze von Ostalpen/Westkarpathen
- Pagodulina pagodula pagodula (Des Moulins 1830), Frankreich
- Pagodulina pagodula principalis Klemm 1939,[4] Nordostalpen und Westkarpathen

## Gefährdung
Nach der Einschätzung der IUCN ist die Art nicht gefährdet. In Deutschland ist die Art extrem selten.

## Belege

### Online
- AnimalBase - Pagodulina pagodula Zimmermann, 1932